# Лазиопеталум Шульцена
Лазиопеталум Шульцена (лат. Lasiopetalum schulzenii; опадающий вельветовый куст) — распространённый кустарник рода Лазиопеталум семейства Мальвовые, эндемик Австралии. Впервые описан Джорджем Бентамом в 1863 году, назван в честь ботаника XIX века Людвига Шульцена. 